# Divize B 2008/2009
V soubojích 44. ročníku České divize B 2008/2009 se utkalo 16 týmů dvoukolovým systémem podzim – jaro. Tento ročník začal v srpnu 2008 a skončil v červnu 2009.

## Nové týmy v sezoně 2008/09
- Z ČFL 2007/08 do Divize B sestoupilo mužstvo FK Chmel Blšany.
- Z krajských přeborů postoupila tato mužstva: SK Toužim a TJ Spartak Chodov z karlovarského přeboru, FK Řezuz Děčín z ústeckého přeboru a FK Arsenal Česká Lípa z libereckého přeboru.
- Z Divize C sem bylo přeřazeno mužstvo SK Union Čelákovice.

## Kluby podle přeborů
- Středočeský (5): SK Union Čelákovice, SK Český Brod, SK Viktorie Jirny, SK Kladno B, SK Rakovník
- Karlovarský (2): TJ Spartak Chodov, SK Toužim
- Ústecký (7): FK Chmel Blšany, SK Sokol Brozany, FK Řezuz Děčín, FC Chomutov, FK Litvínov, FK SIAD Most B, FK Teplice B
- Liberecký (2): FK Arsenal Česká Lípa, Jiskra Nový Bor

## Výsledná tabulka
| Poř. | Tým                   | Z  | V  | R | P  | VG | OG | B  |
| ---- | --------------------- | -- | -- | - | -- | -- | -- | -- |
| 1.   | FK Arsenal Česká Lípa | 30 | 23 | 4 | 3  | 55 | 24 | 73 |
| 2.   | SK Viktorie Jirny     | 30 | 22 | 4 | 4  | 82 | 40 | 70 |
| 3.   | FC Chomutov           | 30 | 16 | 6 | 8  | 64 | 34 | 54 |
| 4.   | FK Teplice B          | 30 | 15 | 5 | 10 | 65 | 40 | 50 |
| 5.   | FK Řezuz Děčín        | 30 | 14 | 6 | 10 | 56 | 50 | 48 |
| 6.   | SK Union Čelákovice   | 30 | 13 | 5 | 12 | 52 | 36 | 44 |
| 7.   | SK Český Brod         | 30 | 11 | 9 | 10 | 38 | 37 | 42 |
| 8.   | FK Litvínov           | 30 | 12 | 4 | 14 | 43 | 49 | 40 |
| 9.   | SK Sokol Brozany      | 30 | 13 | 1 | 16 | 47 | 45 | 40 |
| 10.  | FK SIAD Most B        | 30 | 11 | 5 | 14 | 49 | 44 | 38 |
| 11.  | SK Rakovník           | 30 | 11 | 4 | 15 | 42 | 62 | 37 |
| 12.  | SK Kladno B           | 30 | 10 | 7 | 13 | 36 | 43 | 37 |
| 13.  | TJ Spartak Chodov     | 30 | 9  | 7 | 14 | 29 | 48 | 34 |
| 14.  | FK Chmel Blšany       | 30 | 10 | 4 | 16 | 43 | 66 | 31 |
| 15.  | SK Toužim             | 30 | 5  | 5 | 20 | 30 | 86 | 20 |
| 16.  | Jiskra Nový Bor       | 30 | 5  | 4 | 21 | 33 | 60 | 19 |

- Klubu FK Chmel Blšany byly administrativně odečteny 3 body.

Poznámky:
- Z = Odehrané zápasy; V = Vítězství; R = Remízy; P = Prohry; VG = Vstřelené góly; OG = Obdržené góly; B = Body

|  | Postup do ČFL                           |
|  | Sestup do příslušného krajského přeboru |